# Puri (Lebensmittel)

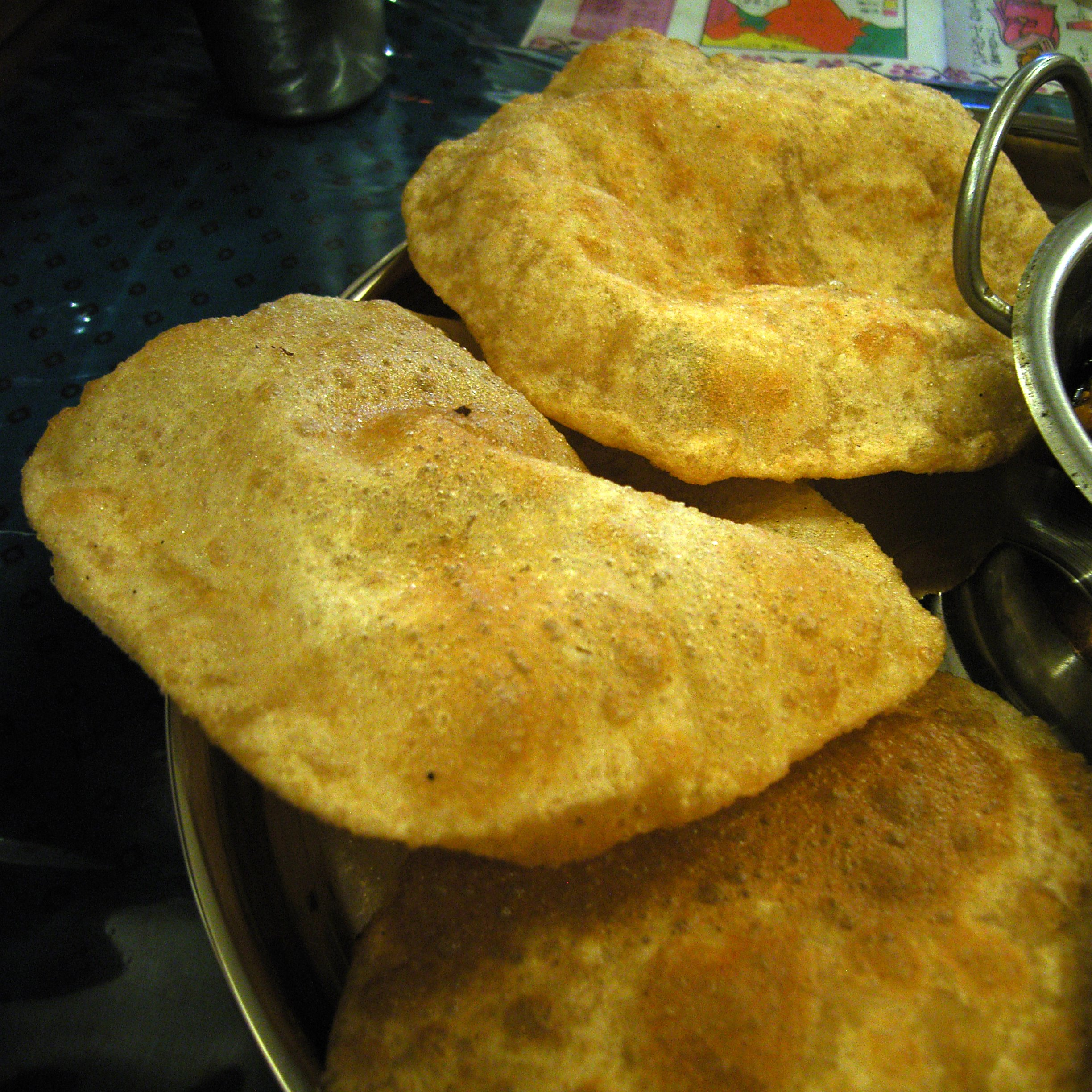
Puri

Puri ist ein in Öl ausgebackenes, ungesäuertes Fladenbrot der indischen Küche. Die weichen und sehr nahrhaften Fladenbrote werden warm serviert; traditionell zu einem pikanten Curry aus Kartoffeln. Nicht zu verwechseln ist Puri mit dem ebenfalls frittierten Bhatura.

## Zubereitung
Zur Herstellung von Puri wird Mehl mit Wasser, Ghee oder Öl und Salz zu einem Teig verarbeitet. Nach einer kurzen Ruhepause wird dieser portionsweise dünn ausgerollt und in siedendem Öl beidseitig ausgebacken, wodurch die Fladen ballonartig aufgehen. Beim Abkühlen oder Anstechen entweicht die heiße Luft im Inneren, sodass die Puri wieder zusammenfallen.

## Verwendung für Chaats
Eine gleichnamige Variante des Fladenbrots sind knusprige Puri, die in mundgerechten Größen ausgebacken werden und die Grundlage für diverse Chaats, wie beispielsweise Pani Puri, bilden.

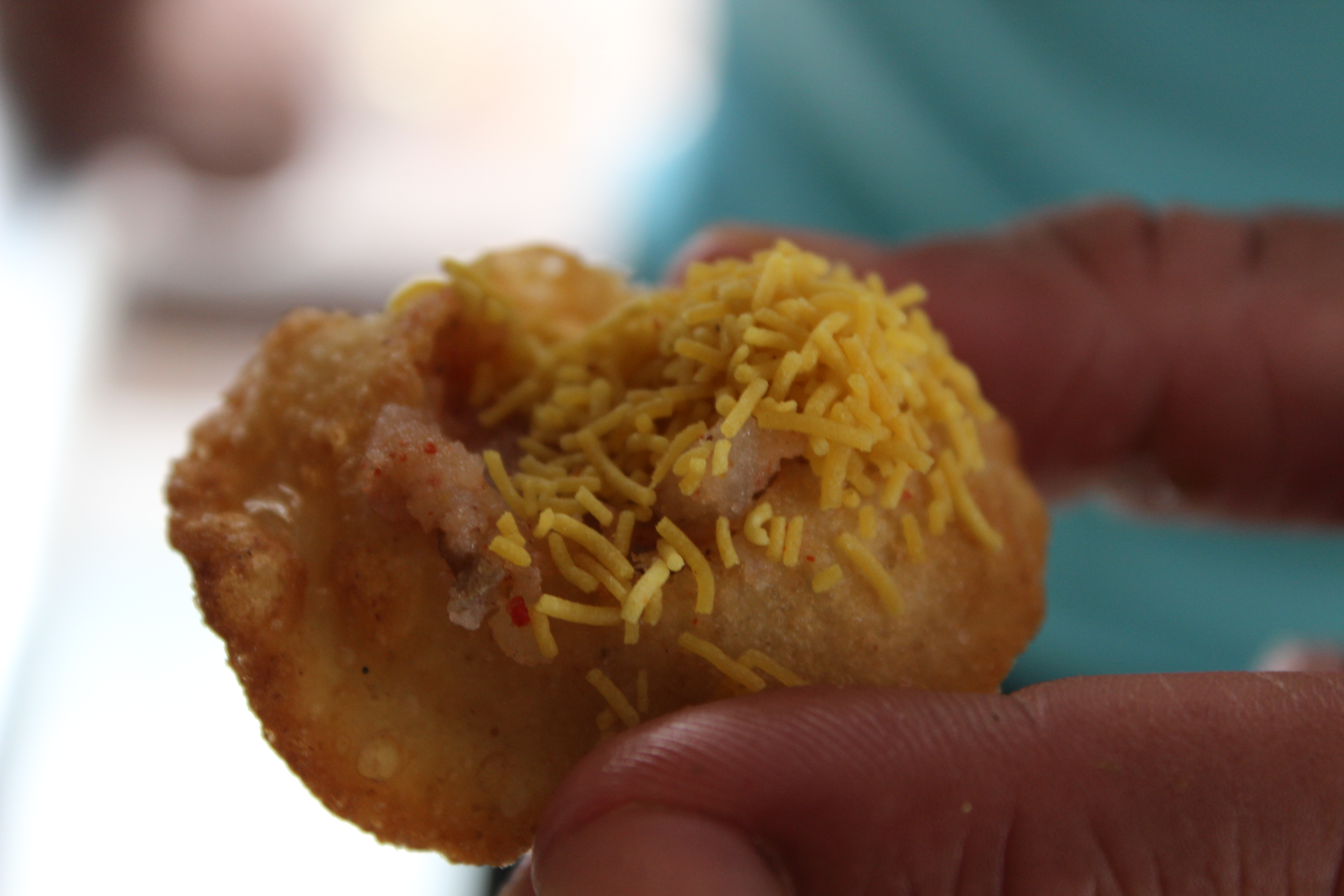
Puri gefüllt mit Sev

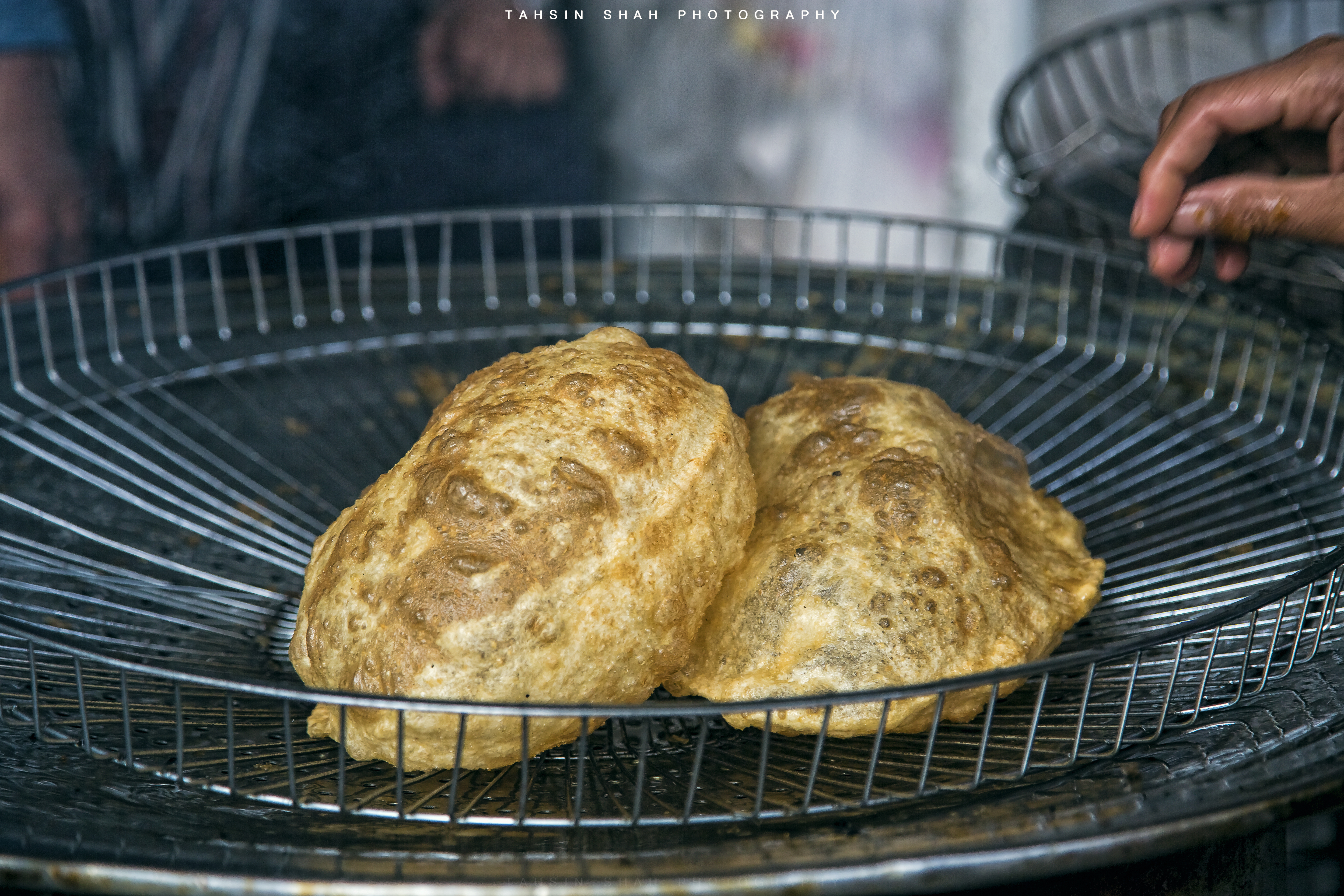
Dünnes Brot wird in Öl gebraten und mit Salty Curry aus Kichererbsenkartoffeln und süßem Pudding gegessen.